# علی خدادادی

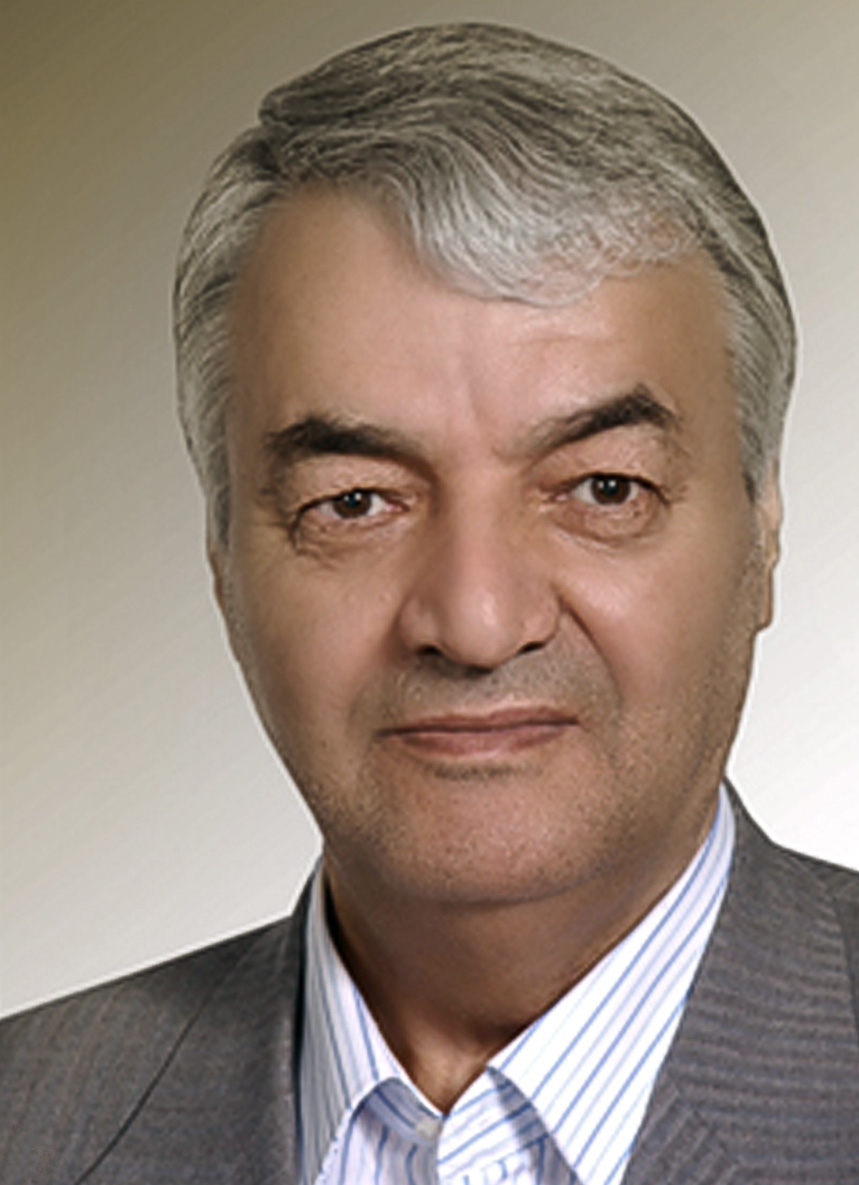

علی خدادادی (زادهٔ ۱۳۲۵ در شهرضا، درگذشتهٔ ۱۳۸۹ در شهرضا) طراح فرش ایرانی بود.

## زندگی‌نامه
خدادادی در شهرستان شهرضا از توابع استان اصفهان به دنیا آمد. مادرش طراح فرش بود و پدرش نیز در زمینهٔ تولید و تجارت فرش دستباف فعالیت می‌کرد. او نیز که به نقاشی و طراحی علاقه داشت، طراحی فرش را از مادرش آموخت و پس از پایان تحصیلات متوسطه به شغل خانوادگی‌اش روآورد.
از آثار معروف او می‌توان به دو قالیچه گل و پروانه و بوستان اشاره کرد.
خدادادی در سن ۶۴ سالگی به علت عارضه قلبی درگذشت. در تیرماه ۱۳۹۰ مراسم بزرگداشت او در موزه فرش ایران برگزار شد.

## آثار
اولین اثر او با نام گل و پروانه در سال ۱۳۵۶ به پایان رسید. این اثر قالیچه‌ای بود به ابعاد ۱٫۵ متر در ۲٫۳۰ متر با ۳ میلیون و ۳۰۰ هزار گره و بیش از ۲۰ رنگ ثابت و گیاهی و نقش‌های برجسته. کار بافت این قالیچه در سال ۱۳۵۸ آغاز شد و در سال ۱۳۶۳ این اثر به جمع آثار موزه فرش ایران پیوست.
پس از این اثر، خدادادی قالیچه بوستان را در اندازهٔ ۱٫۵ متر در ۲٫۳۰ متر با طرح لچک و ترنج عباسی طراحی کرد. تولید این قالیچه بیش از ۷ سال (۱۳۶۵–۱۳۵۸) طول کشید. قالیچه بوستان اولین بار در موزه هنرهای معاصر تهران و پس از آن در ۱۲ نمایشگاه داخلی و خارجی دیگر به نمایش درآمد.
از دیگر طراحی‌های او، قالیچه‌ای است به نام نور که در ابعاد ۱٫۵ در ۰٫۶۰ متر که تار و پود آن از طلا خواهد بود.